# L'Or rouge
Pour plus de détails, voir Fiche technique et Distribution.
L'Or rouge (titre original : The Golden Princess) est un western muet perdu réalisé par Clarence G. Badger et sorti en 1925.
Écrit par Frances Agnew, d'après l'histoire Tennessee's Pardner de Bret Harte parue en 1869, le scénario a également été adapté au cinéma sous les titres La Petite Tennessie (1916 par George Melford), The Flaming Forties (1924 par Tom Forman) et Le mariage est pour demain (Tennessee's Partner) (1955 par Allan Dwan).

## Fiche technique
- Titre original : The Golden Princess
- Réalisation : Clarence G. Badger
- Scénario : Frances Agnew, d'après l'histoire Tennessee's Pardner de Bret Harte
- Production : Paramount Pictures
- Photographie : H. Kinley Martin
- Distributeur : Paramount Pictures
- Durée : 9 bobines
- Date de sortie : États-Unis : 6 septembre 1925

## Distribution
- Betty Bronson : Betty Kent
- Neil Hamilton : Tennessee Hunter
- Rockliffe Fellowes : Tom Romaine
- Phyllis Haver : Kate Kent
- Joseph Dowling : Padre
- Edgar Kennedy : Gewilliker Hay
- George Irving : Bill Ket
- Norma Wills : Indien Squaw
- Mary Schoene : Betty enfant
- Don Marion : Tennessee Hunter (à 10 ans)

## Conservation
En l'absence de copie de The Golden Princess dans aucun centre d'archives de films, il s'agit d'un film perdu.